# Île de La Toja
LÎle de A Toxa, A Toxa Grande, l'île de Louxo ou île des Bains de Louxo (en galicien Illa da Toxa) est une île espagnole appartenant à la province de Pontevedra, en Galice. L'île est située à l'est de la petite ville de O Grove à laquelle elle est reliée par un pont du XVIIIe siècle,. Elle possède un petit centre urbain appelé Île de A Toxa, appartenant à la paroisse civile de Saint-Martin, qui comptait 42 habitants recensés en 2018. Elle a une superficie de 110 hectares et est située à 30 km environ de Pontevedra.

## Dénomination

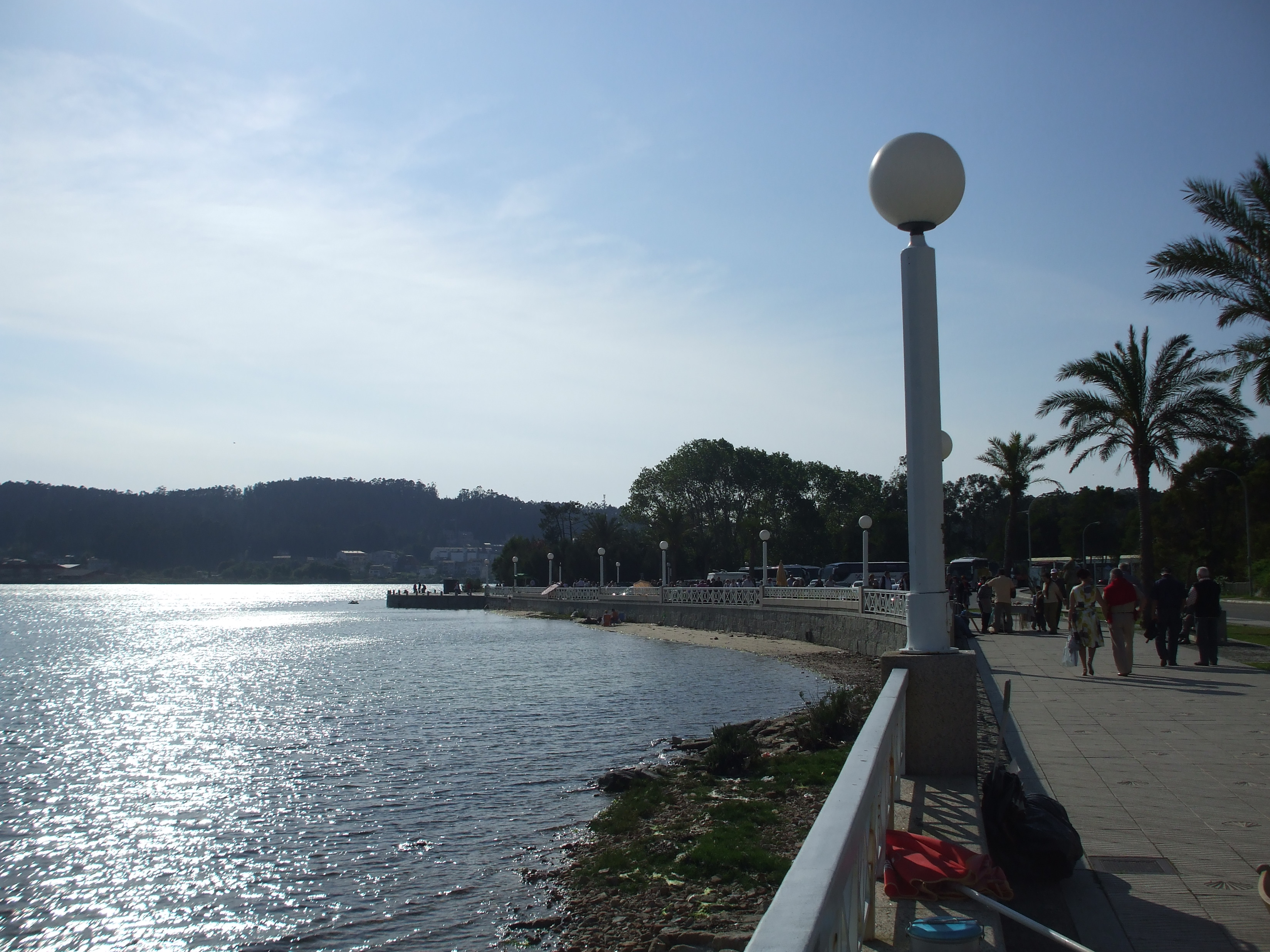
Île de A Toxa

L'île reçoit traditionnellement les noms galiciens d'origine, illa de Louxo ou illa da Toxa Grande ; ce dernier nom a été conçu pour différencier le nom de cette île de celui de l'île de A Toxa Pequena (illa da Toxa Pequena), qui est située à une centaine de mètres à l'est de A Toxa Grande.

## Étymologie
Le toponyme Toxa a été expliqué comme un hydronyme pré-romain dérivé de la base indo-européenne *Tŭg-, plus précisément *Tŭgia "endroit boueux", en référence aux boues thérapeutiques des sources thermales qui caractérisent l'île de A Toxa. Cette référence cache l'étymologie de Louxo, l'autre nom de l'île, qui depuis le milieu du XXe siècle est dérivé de Lausio, de la racine indo-européenne *leu-, *lau- "laver, se laver", en référence à ses très anciennes sources thermales.

## Histoire
Pendant des siècles, l'île a été utilisée par les habitants d'O Grove comme lieu de pâturage pour leur bétail (qu'ils transportaient en bateau) et aussi pour leurs travaux agricoles. Mais à la suite de la redécouverte au XIXe siècle de ses boues thermales (dont elle tire le nom de La Toja) et de ses eaux médicinales (dont elle prend le nom de Louxo), elle est devenue une propriété privée pour exploiter ses atouts thermaux, construisant l'ancienne station thermale qui a amené avec elle une augmentation spectaculaire du tourisme et la naissance d'autres équipements.
En 1989, l'île a accueilli la réunion annuelle du groupe d'influence Bilderberg qui réunit les élites politiques et financières du monde entier.

## Centre thermal
C'est l'une des îles les plus célèbres de Galice en raison de sa vocation de centre thermal, de loisirs et de tourisme : elle possède des établissements thermaux, d'anciennes savonneries et usines de cosmétiques, des hôtels de luxe, un terrain de golf, un port de plaisance, un centre de congrès, un casino, des courts de tennis, des terrains de padel, de tir à l'arc, des piscines, des lotissements, un centre commercial et d'autres établissements. Cependant, le centre de l'île garde encore une dense forêt de pins. Ainsi, l'île est divisée en : 32 hectares de lotissements privés (sa partie sud et les flancs est et ouest), 25 hectares de terrain de golf à usage privé (toute sa partie nord) et 25 hectares de forêt vierge de pins (au centre de l'île).

## Chapelle

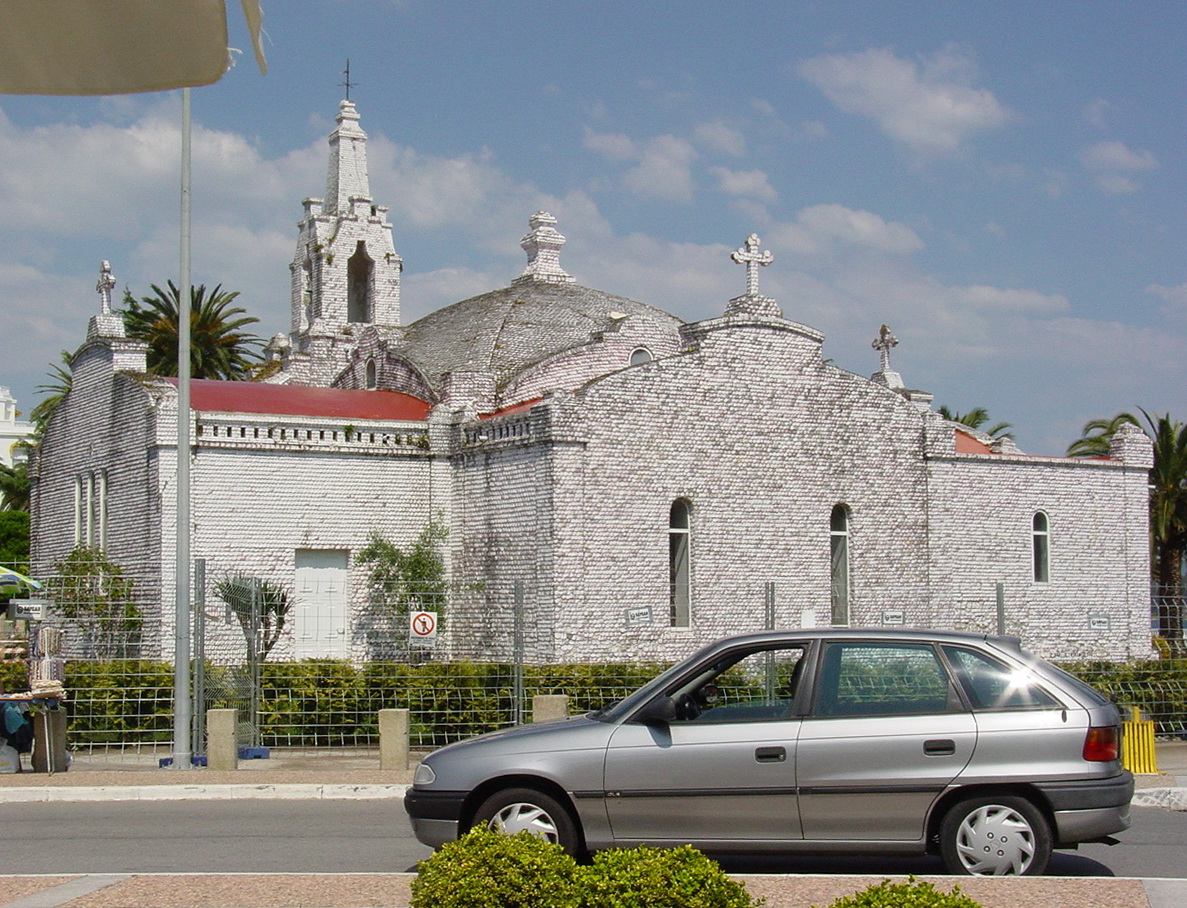
Ermitage Saint-Sébastien

L'île possède une chapelle caractéristique dédiée à saint Caralampio et à la Vierge du Carmen, dont le plan d'origine date du XIIe siècle, aujourd'hui entièrement recouverte de coquilles Saint-Jacques.

## Tourisme
Sur cette île, il existe plusieurs possibilités de loisirs, dont la navigation en bateau le long de la ria. Les bateaux sont des catamarans dont les quilles sont dotées d'un verre spécial pour que la faune marine soit visible. Dans l'itinéraire, on visite un parc à moules et son fonctionnement pour cultiver la moule est expliqué.
Le Grand Hôtel de l'île est un bon exemple architectural du style Belle Époque.

## Galerie d'images

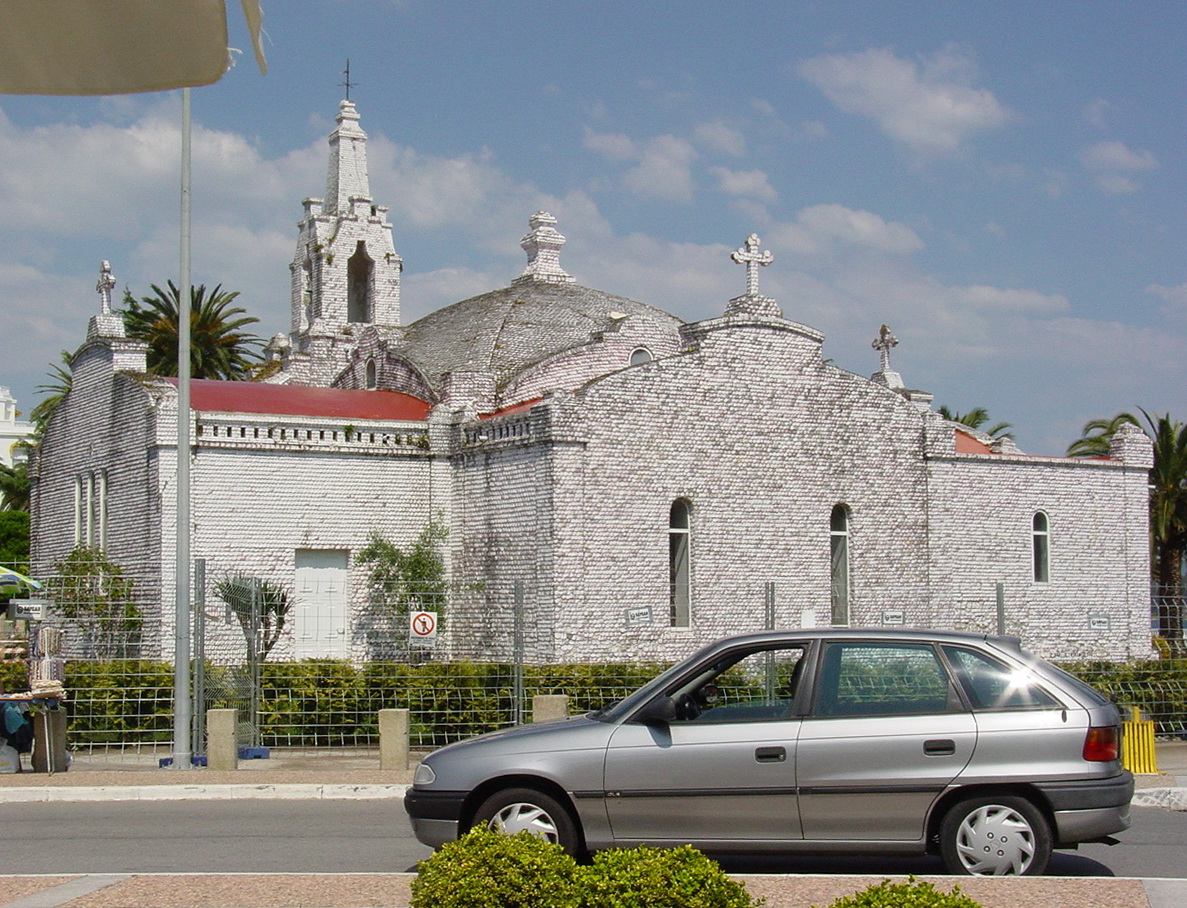
Chapelle recouverte de coquilles Saint-Jacques.
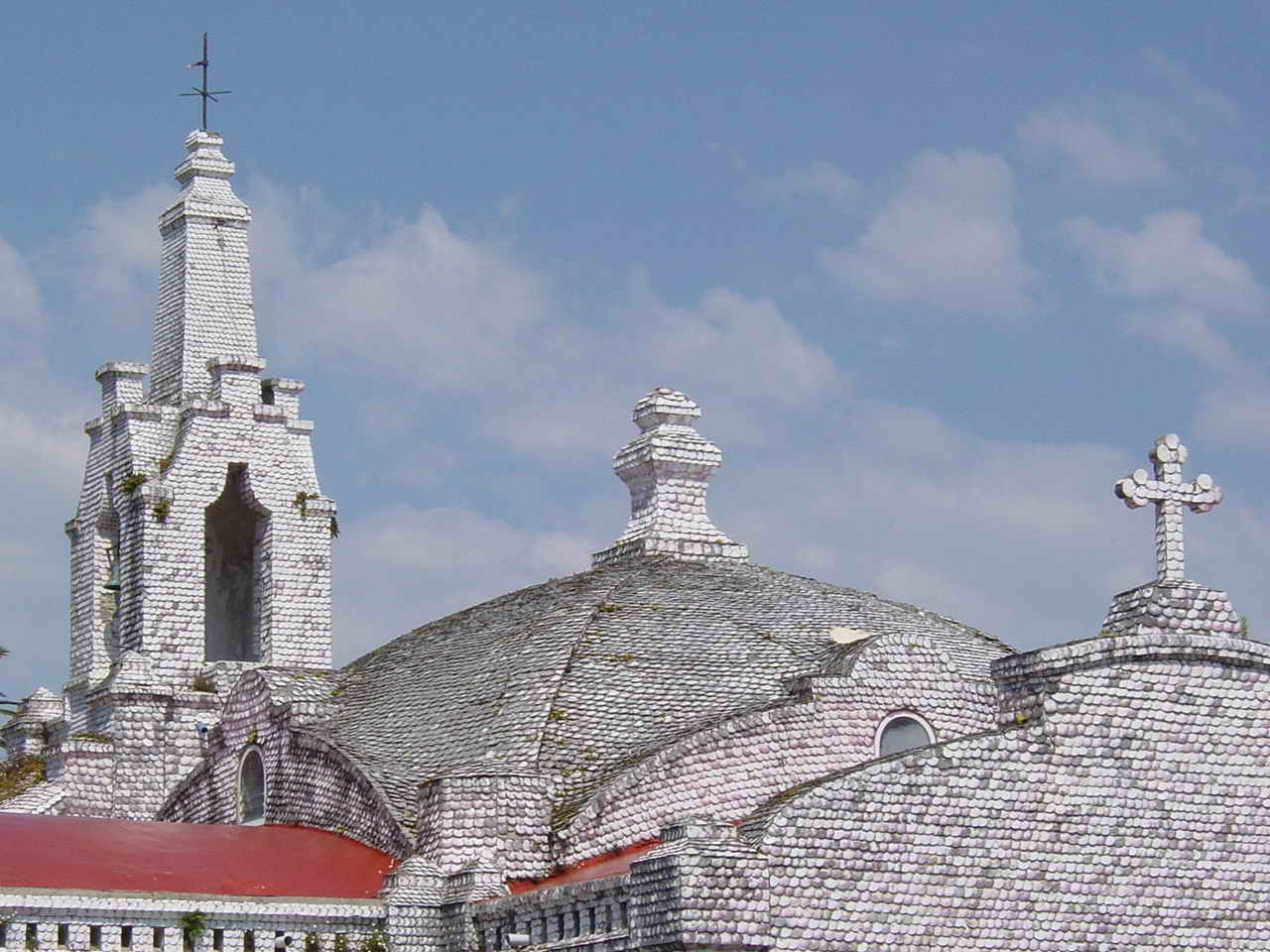
Détail de la chapelle.
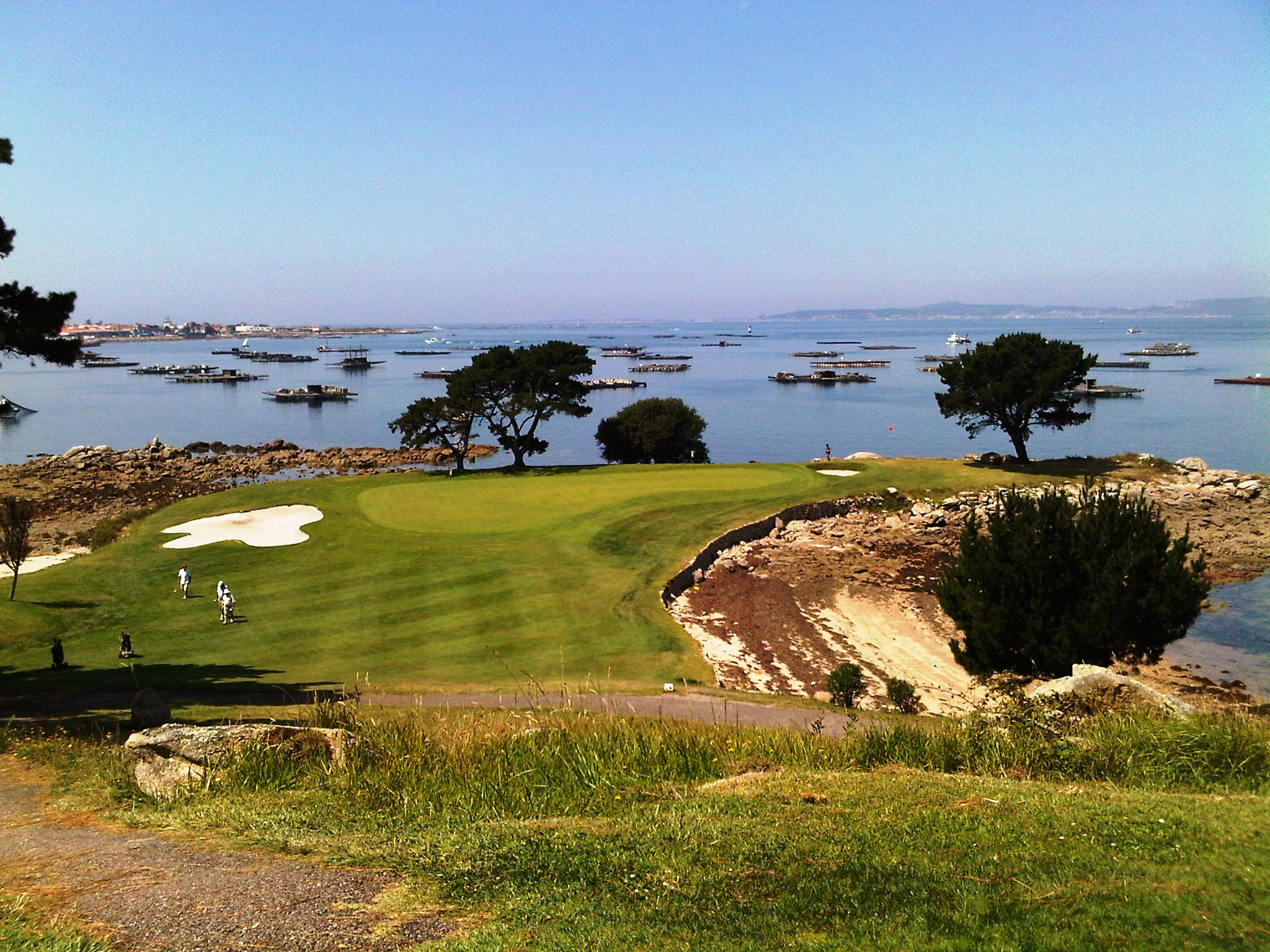
Terrain de golf.
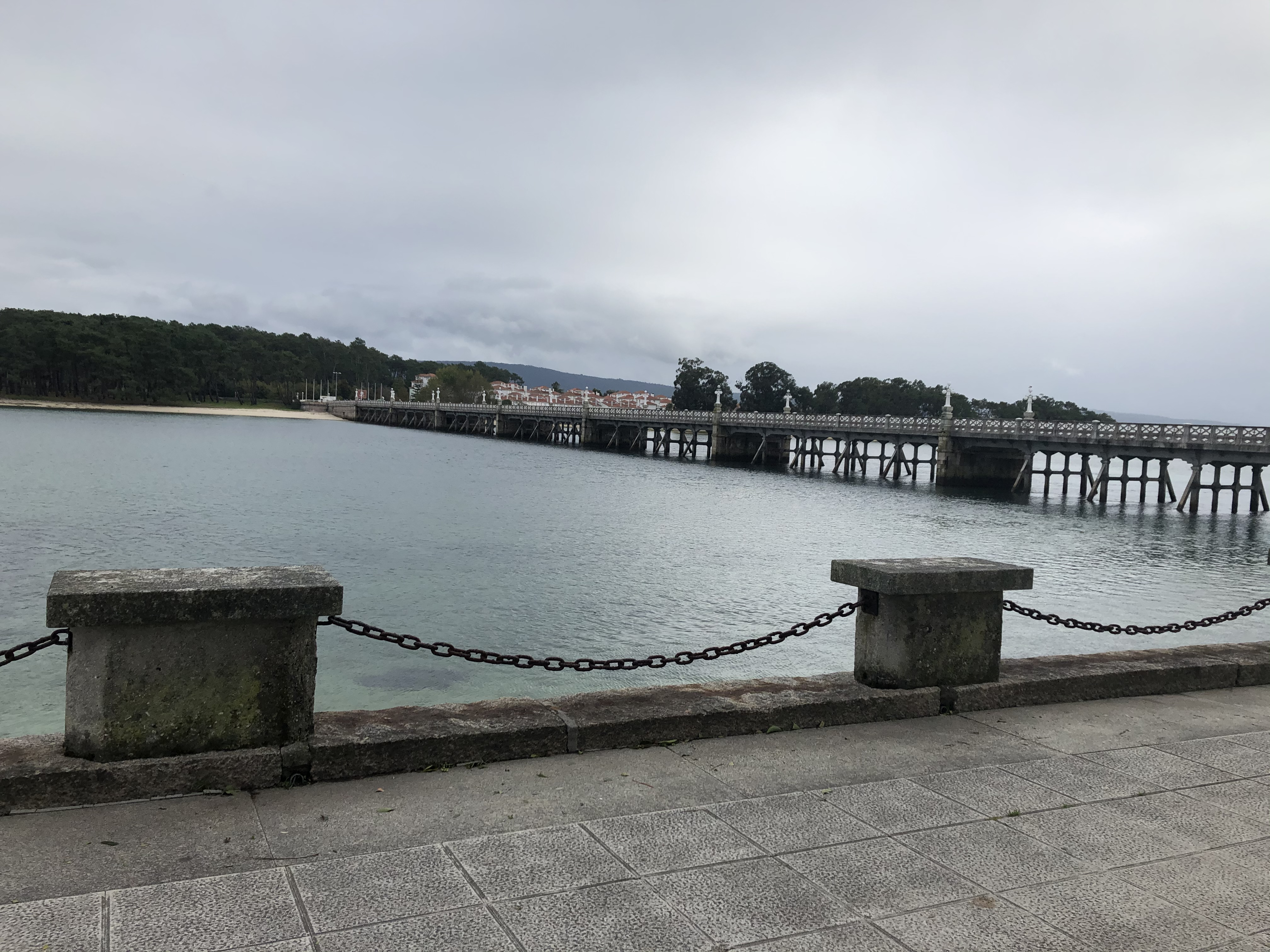
Pont de la Toja.
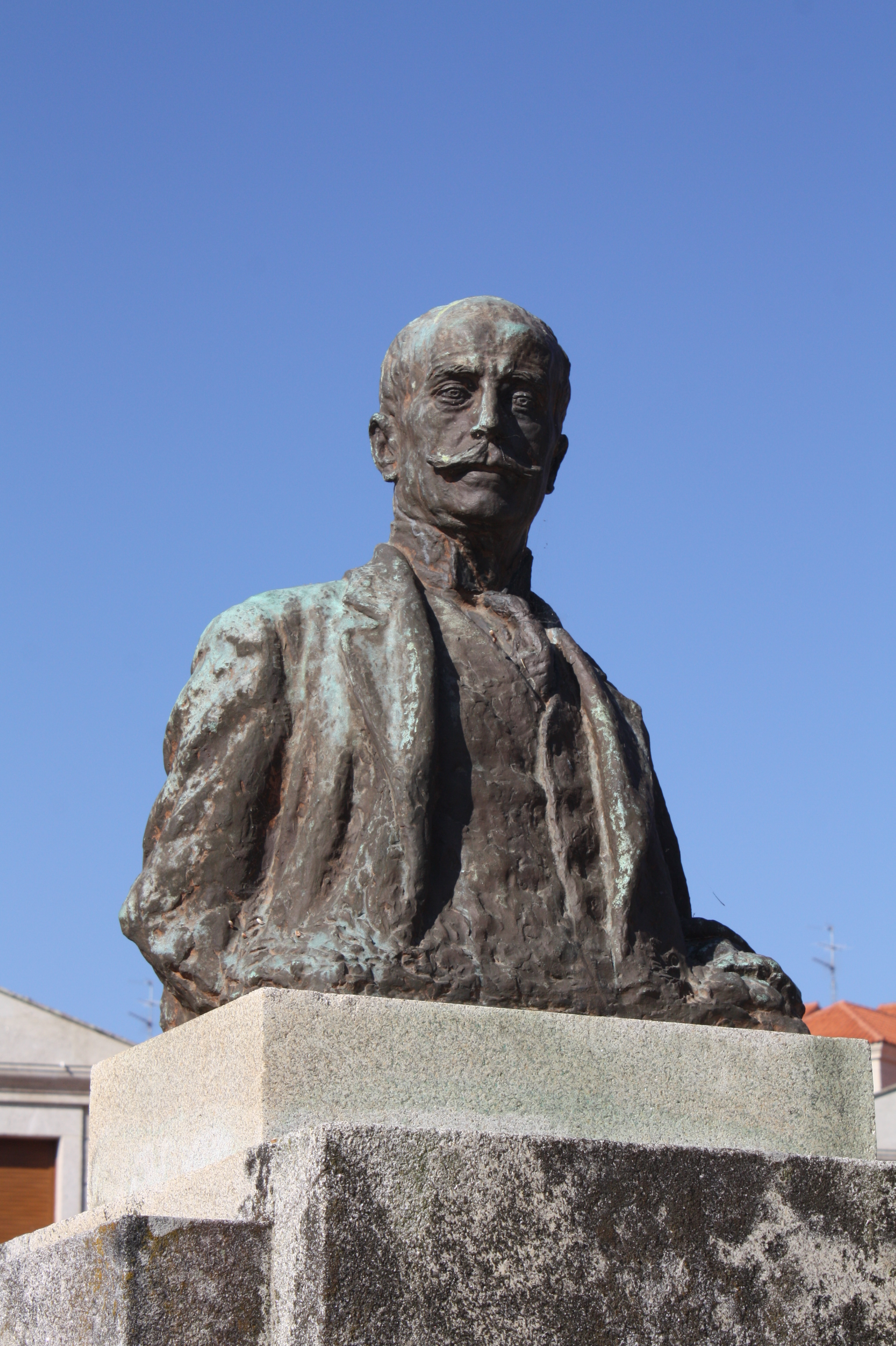
Buste du Marquis de Riestra sur l'île.
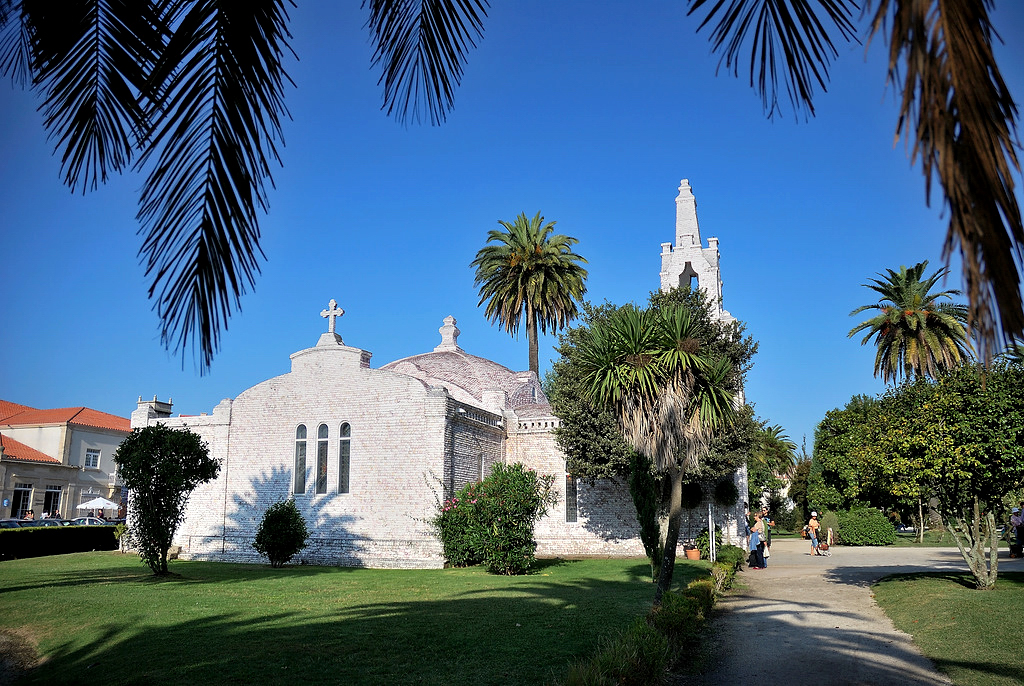
Chapelle
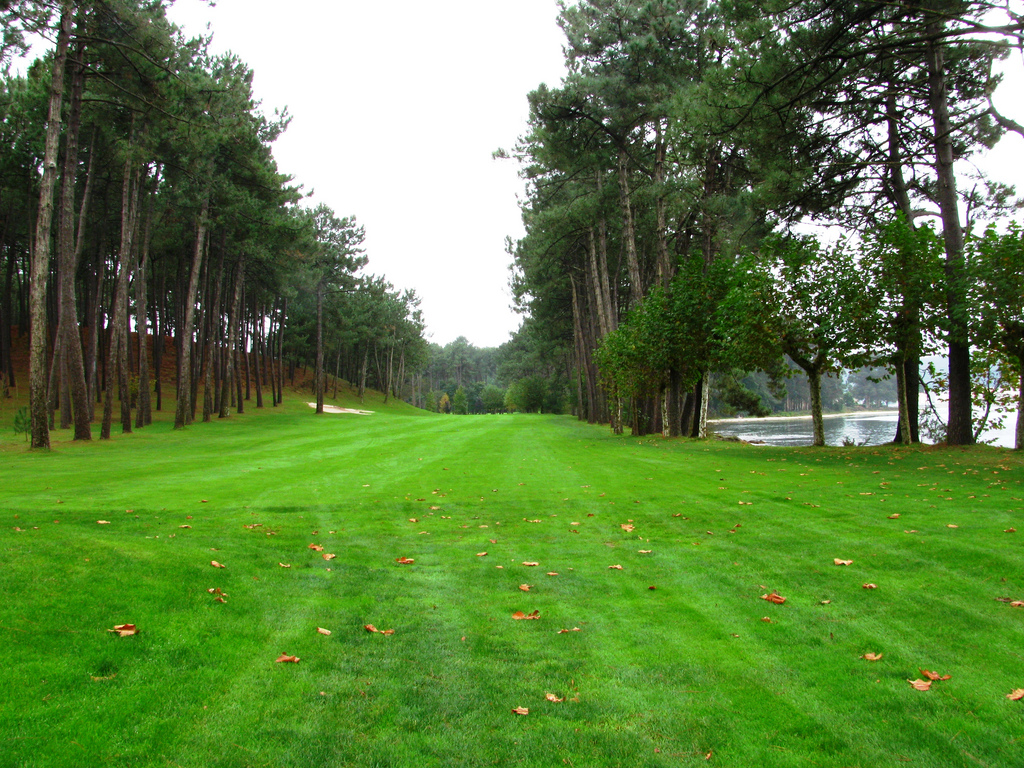
Club de golf
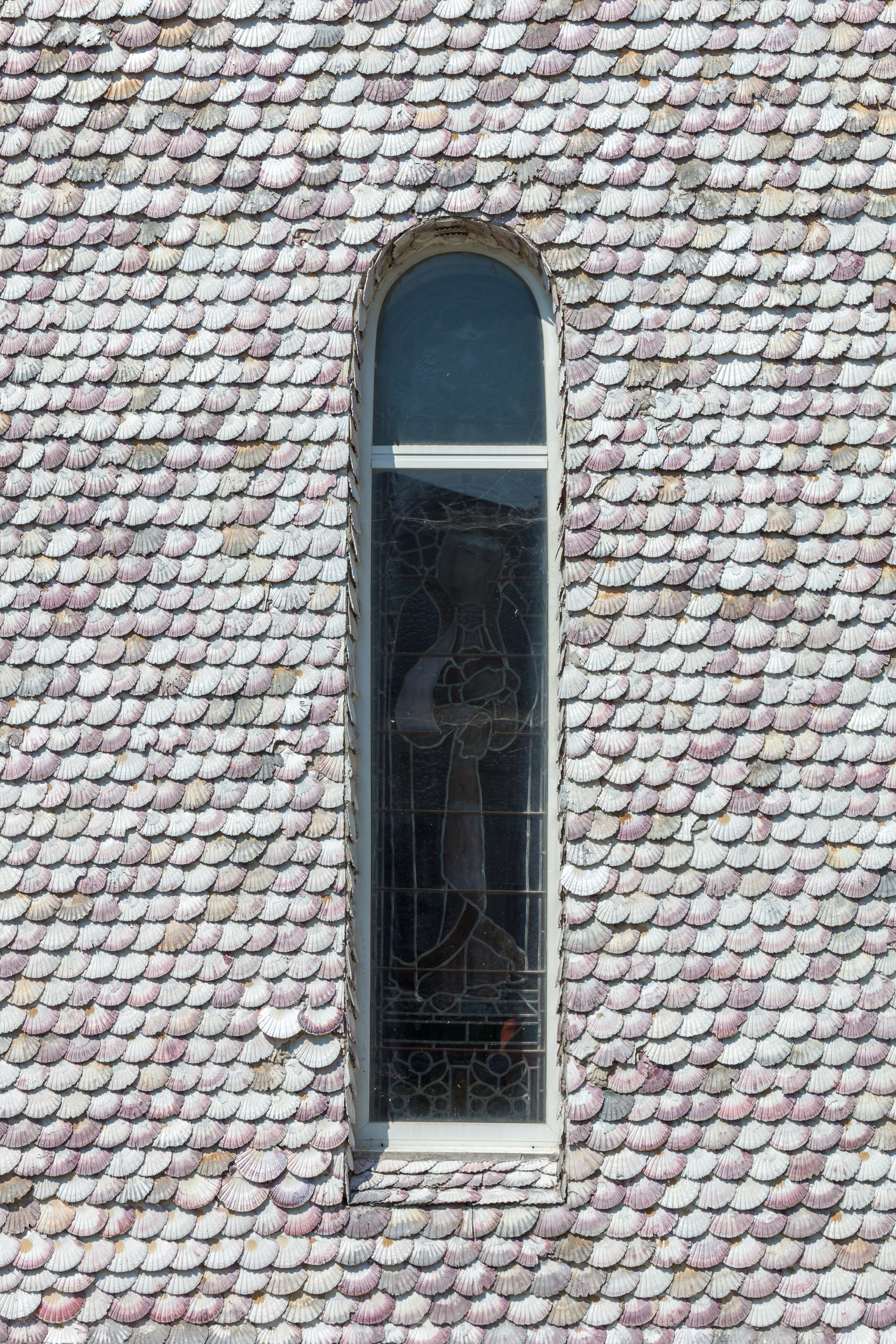
Détail de la chapelle